# Inlener
Een inlener is iedere natuurlijke of rechtspersoon die een medewerker onder diens leiding en toezicht, in het kader van een uitzend- of detacheringsovereenkomst, werkzaamheden laat uitvoeren.
De Wet allocatie arbeidskrachten door intermediairs (WAADI) van 1998 regelt allerhande zaken omtrent sociale premies en loonbelasting die betrekking hebben op inleners. 